# Sanitys Dawn
Sanitys Dawn ist eine deutsche Grindcore-Band, die 1987 gegründet wurde. Bandmitglieder sind Topsy (Gesang), Micha (Gitarre/Gesang), Prändy (Bass/Gesang) und Holm (Schlagzeug).

## Geschichte
Die Band formierte sich im Jahre 1987. Die erste Veröffentlichung war die LP Looking for Sanity, die 1991 auf dem Label Roxxon Records and Tapes erschienen ist. Musikalisch bewegte sich die Band zu dieser Zeit noch im Hardrock/Indie-Rock-Genre und zur Live-Instrumentierung gehörte eine Orgel mit Leslie-Kabinett. Die Band spielte zahlreiche Konzerte im Wunstorfer Kulturzentrum „Die Wohnwelt“ sowie im benachbarten Hannover.  Die erste Veröffentlichung nach dem kompletten Stilwechsel, der auf einem Konzert in der Hannoveraner Discothek „bad“ vollzogen wurde, war die Musikkassette Preachers of Blood, die 1993 im Tank Records Studio in Wunstorf aufgenommen wurde. Musikalisch war sie eine Mixtur aus Death- und Thrash Metal. Im Laufe der nächsten Jahre spielten Sanitys Dawn diverse Konzerte, unter anderem mit Genregrößen wie Kreator und The Accüsed. Es folgten noch zwei Kassetten-Veröffentlichungen in der alten Bandbesetzung, bis sich 1996 das Line-up fast komplett auflöste.
Übriggeblieben ist nur Schlagzeuger Holm. Da sich weder ein neuer Sänger noch ein Gitarrist fand, übernahm der neue Bassist Prändy zusätzlich diese beiden Positionen. Entstanden ist ein von Carcass beeinflusstes Deathgrind-Album namens Cryptic Menu (1997). Zwei Monate nach Erscheinen der Debüt-CD wurde die Band komplettiert durch Gitarrist Kritstopf und Sänger Topsy, der ohne jegliche Banderfahrung zur Band stieß.
In dieser Besetzung wurden die nachfolgenden Alben Mangled in the Meatgrinder (1998) und Chop Copper (2001) auf CD veröffentlicht. Außerdem wurden Vinyl-Splits mit Exhumed (2000) und den Australiern Fuck…I’m Dead (2001) aufgenommen und diverse Konzerte und Touren in Tschechien, Polen, Belgien, Niederlande, Österreich Italien und Frankreich gespielt. Auf den Aufnahmen bis 1999 ist noch eindeutig Grindcore zu hören, während die nachfolgenden Aufnahmen eher in Richtung Metalcore gingen.
Es folgten die Split-CD mit Fetuseaters (2002) und die 2003 veröffentlichte Split-CD/LP mit der Hamburger Band Yacøpsæ, mit der die Band im gleichen Jahr durch Deutschland, Frankreich und Italien tourte. Anschließend wurde Gitarrist Matthias durch Micha ersetzt. Eine Split-Single mit Magrudergrind (USA) wurde 2005 herausgebracht. Im April 2006 wurden zwei neue CDs veröffentlicht: Eine Split-Single mit Mechanical Separation (Kanada) und ein Kompilationsalbum mit bisherigen Singles sowie einem Livekonzert. Außerdem ging die Band Ende Mai 2006 mit Yacøpsæ, Magrudergrind und Unholy Grave auf USA-Tour, wobei auch auf dem Maryland Deathfest gespielt wurde. Im August 2009 verließ Gitarrist Micha die Band und wurde durch Micha ersetzt. Im Jahre 2010 wurde eine Split-7" mit Wadge veröffentlicht.

## Diskografie

### Kassetten
- 1992: Preachers of Blood
- 1994: Mortal Consumption
- 1995: Arteria Morbus
- 1997: Vomitting live '97
- 2001: Kettensägenkommando Split

### 7"-Singles
- 2000: Exhumed Split
- 2001: Fuck... I’m Dead Split
- 2005: Magrudergrind Split
- 2010: Wadge Split

### LPs
- 1991: Looking for Sanity (Roxxon Records and Tapes)
- 2003: Yacöpsae Split
- 2010: Chop Copper (Wiederveröffentlichung)

### Alben
- 1997: Cryptic Menu (Tank Records)
- 1998: Mangled in the Meatgrinder
- 2001: Chop Copper
- 2002: Fetuseaters Split
- 2003: Yacöpsae Split
- 2006: Mechanical Separation Split
- 2006: The EP Years + Live Audio Terror
- 2008: Mindflair Split
- 2010: Chop Copper (Wiederveröffentlichung)

### DVDs
- 2004: Giants of Grind #1 (Kompilation)